# Raimund Erbel
Raimund Erbel (geboren 9. März 1948 in Baesweiler) ist ein deutscher Kardiologe. Von 1993 bis 2015 war er Lehrstuhlinhaber und Direktor der Klinik für Kardiologe am Universitätsklinikum Essen.

## Leben

### Schule
Von 1954 bis 1959 besuchte Erbel die Volksschule in Baesweiler. Von 1959 bis 1967 ging er auf er das Gymnasium der Stadt Alsdorf, an dem er auch das Abitur bestand.

### Studium, Medizinalassistentenzeit und Promotion
Von 1967 bis 1973 studierte Erbel Medizin an der Heinrich-Heine-Universität Düsseldorf sowie der Universität zu Köln. 1973 bis 1974 war Erbel als Medizinalassistent in der internistischen sowie chirurgischen Abteilung des St. Josef Krankenhauses Leverkusen tätig. 1974 promovierte er zum Thema „Determinanten des intramyokardialen Drucks“ zum Doktor der Medizin.

## Wirken

### Facharztweiterbildung
Zwischen 1974 und 1975 arbeitete Erbel bei Franz Loogen, dem Begründer der sogenannten „Düsseldorfer Kardiologenschule“ in der neu geschaffenen kardiologischen Abteilung des Düsseldorfer Universitätsklinikums. 1975 wechselte er dann an die Innere Abteilung des Bundeswehrzentralkrankenhauses Koblenz, wo er bis 1977 blieb. Von 1977 bis 1982 war Erbel in der Inneren Abteilung I des Universitätsklinikums Aachen tätig. 1981 erwarb er die Facharztbezeichnung Innere Medizin, 1982 dann die Teilgebietsbezeichnung zum Kardiologen. 1982 wechselte er an die Medizinische Klinik || der Universitätsmedizin der Johannes Gutenberg-Universität Mainz.

### Habilitation und Wirken als Universitätsprofessor
1982 habilitierte Erbel bei Sven Effert in Aachen mit dem Thema „Funktionsdiagnostik des linken Ventrikels mittels zweidimensionaler Echokardiographie“. 1983 wurde Erbel in Mainz zum C2-Professor, zunächst auf Zeit, 1987 dann auf Lebenszeit ernannt.
1993 folgte Erbel dann dem Ruf zum C4-Professor für Kardiologie an der Universität-Gesamthochschule Essen (heute: Universität Duisburg-Essen) und wurde Direktor der kardiologischen Klinik am Universitätsklinikum Essen. In seine Amtszeit fielen 1995 die Konzeption, 1999 der Baubeginn und 2003 die Einweihung des Neubaus des „Westdeutschen Herzzentrums Essen“ mit dem weltweit ersten Hybridraum für gemeinsame Eingriffe durch Kardiologen und Herzchirurgen. 2005 fand hier deutschlandweit die erste Transkatheter-Aortenklappenimplantation statt. Weitere Forschungsschwerpunkte Erbels in Essen waren u. a.:
- Koronare Herzerkrankung
- Mikrotechniken in der Kardiologe
- Nichtinvasive Darstellung der Koronargefäße
- Aortendissektion
- Infektiöse Endokarditis
- Pulmonale Hypertonie
- Myocardial Bridging (Myokardbrücken)

Auf dem Gebiet der Epidemiologie ist insbesondere die von der Heinz-Nixdorf-Stiftung unterstützte Heinz Nixdorf Recall Studie zu nennen, welche durch Erbel gemeinsam mit dem Essener Epidemiologen Karl-Heinz Jöckel initiiert und geleitet wurde. Am 31. Mai 2015 hielt Erbel seine Abschlussvorlesung zum Thema „Der Weg zur Kardiologie 2015 – 45 Jahre Herz-Kreislauf Medizin im Zeitraffer“ und wurde emeritiert. Im Laufe seiner wissenschaftlichen Laufbahn veröffentlichte Erbel über 1300 Publikationen, er betreue über 100 Promotionen und 18 Habilitationen.

### Tätigkeit nach Emeritierung
Seit Herbst 2015 ist Erbel kardiologisch in einer Privat-Ambulanz am Essener Krupp Krankenhaus tätig.

## Preise und Auszeichnungen
- 1983: Paul Beiersdorf Preis
- 1994: „Man of the year“ des American Biographical Institute
- 2002: Innovationspreis Ruhrgebiet[7]
- 2003: Ernst-von-Leyden-Gedenkmedaille durch die Charité Berlin
- 2008: Ehrenbotschafter der Tbilisi State Medical University, Tiflis, Georgien
- 2012: Sven-Effert-Preis der Deutschen Gesellschaft für Kardiologie[8]